# 天德 (李賁)
天德（544年正月—548年三月），或作大德，是南朝梁時期越南地區領袖李賁的年号，共计5年。

## 纪年
| 天德 | 元年  | 二年  | 三年  | 四年  | 五年  |
| ---- | ----- | ----- | ----- | ----- | ----- |
| 公元 | 544年 | 545年 | 546年 | 547年 | 548年 |
| 干支 | 甲子  | 乙丑  | 丙寅  | 丁卯  | 戊辰  |

## 參看
- 中国年号索引
  - 其他使用天德、大德年號的政權
- 同期存在的其他政权年号
  - 大同（535年正月—546年四月）：南朝梁政權梁武帝萧衍的年号
  - 中大同（546年四月—547年四月）：南朝梁政權梁武帝萧衍的年号
  - 太清（547年四月—549年十二月）：南朝梁政權梁武帝萧衍的年号
  - 正平（548年十一月—549年六月）：南朝梁政權臨賀王蕭正德的年号
  - 武定（543年正月—550年五月）：東魏政权東魏孝靜帝元善見年号
  - 大統（535年正月—551年十二月）：西魏政权西魏文帝元宝炬年号
  - 章和（531年—548年）：高昌政权麴坚年号
  - 建元（536年—551年）：新羅法興王、真興王的年号